# 哈頓 (華盛頓州)
哈頓（英語：Hatton），是一座位於美國華盛頓州亚当斯县的小型已法人化城鎮。2010年美國人口普查時人口為101人。

## 資料來源
1. ↑  . United States Census Bureau.   [2008-01-31].
2. ↑  . United States Geological Survey. 2007-10-25  [2008-01-31].

## 外部連結
- 華盛頓州哈頓簡介（页面存档备份，存于）